# Carlos Álvarez (Politiker)

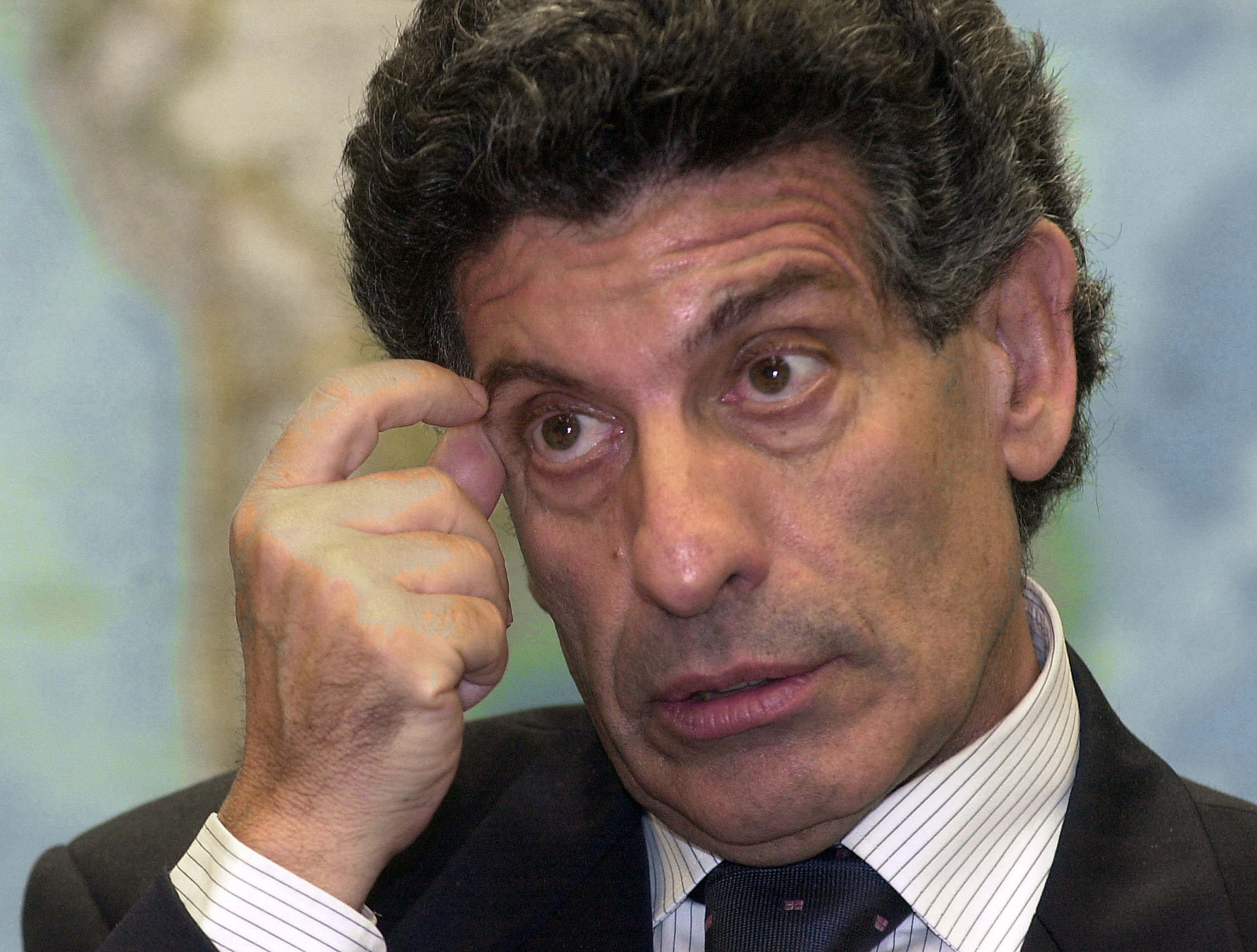
Carlos Álvarez (2006)

Carlos „Chacho“ Álvarez (* 26. Dezember 1948 in Buenos Aires) ist ein argentinischer Politiker und Mitbegründer der Mitte-links-Partei Frente País Solidario (FREPASO). 
Álvarez studierte an der Universidad de Buenos Aires (UBA) Geschichte. Gemeinsam mit Fernando de la Rúa gewann er 1999 die argentinischen Präsidentschaftswahlen und war von 1999 bis Oktober 2000 Vizepräsident unter De la Rúa. Der Sieg über die Peronisten mit ihrem Kandidaten Eduardo Duhalde war durch die Bildung der Alianza, einem Wahlbündnis aus Radikalen (UCR, De la Rúa) und FREPASO (Álvarez), gelungen. Nach einem Korruptionsskandal im Senat trat Álvarez aus Protest gegen die Linie des Präsidenten im Oktober 2000 zurück. Nach dem sozio-ökonomischen Zusammenbruch und dem Scheitern der Regierung De la Rúa im Dezember 2001 (Argentinien-Krise) verlor die FREPASO jegliche politische Bedeutung. Die meisten ihrer Anhänger fanden sich später im Lager des Präsidenten Néstor Kirchner wieder.
Álvarez war vom 1. September 2011 bis 1. September 2017 Generalsekretär der Lateinamerikanischen Integrationsvereinigung (ALADI).
| Personendaten    | Personendaten               |
| ---------------- | --------------------------- |
| NAME             | Álvarez, Carlos             |
| ALTERNATIVNAMEN  | Alvarez, Chacho (Spitzname) |
| KURZBESCHREIBUNG | argentinischer Politiker    |
| GEBURTSDATUM     | 26. Dezember 1948           |
| GEBURTSORT       | Buenos Aires, Argentinien   |